# Tau Cassiopeiae
Tau Cassiopeiae (τ Cassiopeiae , förkortat Tau Cas, τ Cas) som är stjärnans Bayerbeteckning, är en ensam stjärna belägen i västra delen av stjärnbilden Cassiopeja. Den har en kombinerad skenbar magnitud på 4,86 och är svagt synlig för blotta ögat. Baserat på parallaxmätning inom Hipparcosuppdraget på ca 18,75 mas, beräknas den befinna sig på ett avstånd av ca 174 ljusår (53 parsek) från solen.

## Egenskaper
Tau Cassiopeiae är en orange till röd jättestjärna av spektralklass K1 IIIa. Den är en misstänkt variabel stjärna av okänd typ.
Tau Cassiopeiae har en massa som är 1,44 gånger solens massa och en radie som är omkring 10 gånger solens. Den utsänder från dess fotosfär cirka 40 gånger mer energi än solen vid en effektiv temperatur på cirka 4 617 K.